# Marktstrategie
Marktstrategie ist eine Strategie von Unternehmen zur künftigen Nutzung des vorhandenen Marktpotenzials durch Marktbearbeitung.

## Allgemeines
Unternehmen müssen auch Strategien für die von ihnen bedienten oder künftig zu bedienenden Märkte entwickeln. Hierzu ist eine Marktanalyse von Marktdaten erforderlich, um Marktverhalten und Strategien anderer Marktteilnehmer kennenzulernen, daraus eigene Verhaltensweisen abzuleiten und für die künftige Marktentwicklung zu nutzen.
Der Begriff Marktstrategie erfuhr in der Vergangenheit mehrere inhaltliche Änderungen. Ausgangspunkt der Forschungen zur Marktstrategie bildet im Jahre 1957 der US-Ökonom Harry Igor Ansoff, der bei seiner anschaulichen Einteilung zwischen existierenden und neuen Märkten und eingeführten und neuen Produkten oder Dienstleistungen unterschied. Auch die Marktentwicklung, Marktdurchdringung und Produktentwicklung waren Teil seiner Marktstrategie. Die von ihm entwickelte Produkt-Markt-Matrix (Ansoff-Matrix) ist ein Werkzeug für das strategische Management von Unternehmen. Seine Matrix – erweitert um das Risikopotenzial – sieht wie folgt aus:
|                   | Bestehende Produkte | Risiko      | Neue Produkte      | Risiko    |
| ----------------- | ------------------- | ----------- | ------------------ | --------- |
| Bestehende Märkte | Marktdurchdringung  | sehr gering | Produktentwicklung | hoch      |
| Neue Märkte       | Marktentwicklung    | gering      | Diversifikation    | sehr hoch |

1. Marktdurchdringungsstrategie: hier wird der gegenwärtige Markt mit aktuellen Produkten bedient (z. B. über Werbung).
2. Marktentwicklungsstrategie: hier wird ein aktuelles Produkt auf einem neuen Markt vorgestellt (Supermarkt eröffnet in einem neuen Land einen Laden).
3. Produktentwicklungsstrategie: hier wird ein neues Produkt auf einem bereits vorhandenen Markt gebracht (neues Automodell).
4. Diversifikationsstrategie: hier wird ein neues Produkt auf einem neuen Markt etabliert, z. B. durch horizontale (Bauer baut neben Weizen nun auch Mais an), vertikale (Metzger betreibt nun eigene Viehzucht) oder laterale Diversifikation (ein Bauer eröffnete nebenher noch ein Autohaus).

## Arten
Zu den ältesten Marktstrategien gehört der Lock-in-Effekt (Einsperreffekt), der eine enge Kundenbindung an Produkte/Dienstleistungen und/oder einen Anbieter ermöglicht, die es dem Kunden wegen zunehmender Wechselbarrieren erschwert, zu wechseln. Als Erfinder gilt John D. Rockefeller, der um 1870 diese Abhängigkeiten ausnutzte, als er Petroleumlampen in China verkaufte, wo er ein Petroleummonopol besaß. Die gemeinsame technisch-physikalische Abhängigkeit lässt Komplementärgüter entstehen, die diesen Lock-In-Effekt ermöglichen. Ein Wechsel des Anbieters und/oder Produkts verursacht Wechselkosten (englisch switching cost), die die bedeutsamste Wechselbarriere darstellen. Das trifft auch auf King Camp Gillette zu, als dieser im Jahre 1902 Rasiergeräte verschenkte und die von ihm patentierten Einweg-Rasierklingen komplementär verkaufte. Hiermit trieb er den Lock-In-Effekt zum Optimum, denn Einweg-Produkte mit Dauerbedarf sicherten eine konstante Nachfrage. Robert Crandall von American Airlines übertrug 1981 den Effekt auf die Flugzeugbranche, als er das Vielfliegerprogramm einführte. Für alle Komplementärgüter gilt, dass sich ein Systemwechsel nicht lohnt, wenn die Wechselkosten den durch einen Systemwechsel entstehenden Nutzen übersteigen würden.
In der deutschen Betriebswirtschaftslehre unterschied Jochen Becker 1992 vier Strategieebenen:
- Marktfeldstrategien legen fest, auf welchen Märkten ein Unternehmen mit welchen Produkten präsent sein möchte. Eine Rolle spielen Marktdurchdringung, Marktentwicklung, Produktentwicklung und Diversifikation.[4]
- Marktstimulierungsstrategien bestimmen die Art und Weise der Marktbeeinflussung: Präferenzstrategie und Preis-Mengen-Strategie sind wesentliche Komponenten.
- Marktparzellierungsstrategien bestimmen die langfristige Art und Weise der Marktaufteilung und Marktabdeckung durch Marktsegmentierung (differenziertes Marketing) und Massenmarketing (undifferenziertes Marketing).[5]
- Marktarealstrategien sind auf unterschiedliche geografische Absatzgebiete fokussiert und unterscheiden zwischen lokalen, regionalen, überregionalen, nationalen, multinationalen und internationalen Strategien (Global Marketing).

Die Engpasskonzentrierte Strategie (EKS) von Wolfgang Mewes aus dem Jahre 1970 ist eine Nischenstrategie. Sie stellt den Kundennutzen in den Mittelpunkt der Überlegungen. Mewes strebt die Marktführerschaft in Teilzielgruppen (Marktnischen) an, für deren Problemstellungen mit vorhandenen Stärkepotentialen geeignete Innovationen entwickelt werden können. Die Innovationen orientieren sich am größten Mangel (Minimumfaktor) der Zielgruppen. Durch kontinuierliche Verbesserungen dringt der Anbieter immer tiefer in die Zielgruppen ein und entwickelt sich so zum Marktführer. Die EKS nutzt die Vernetzung der Erfolgsfaktoren und konzentriert sich auf den kybernetisch wirkungsvollsten Punkt.

## Weitere Entwicklung
Das von Ansoff verfasste Grundkonzept wurde später durch andere Autoren weiterentwickelt. David Jobber gelangte 1995 zu einer anderen Einteilung und favorisierte als Marktstrategien die Marktexpansion, Gewinnung weiterer Marktanteile, Mergers & Acquisitions und strategische Allianzen. Neben rein marktbezogenen Strategien verfolgte er damit auch institutionalisierte Strategien durch Unternehmensverbindungen.
Das System Lock-in ist eine Art des Lock-in-Effekts, das auf den Aufbau eines Netzwerks aus Komplementoren, Lieferanten, Unternehmen und Kunden abzielt und hohe Marktaustrittsbarrieren für Kunden und hohe Markteintrittsbarrieren für Wettbewerber schafft.  Anstatt sich lediglich auf das Produkt oder den Kunden zu fokussieren, werden wesentliche Marktteilnehmer in die Marktstrategie eingebunden. Bekanntestes Beispiel sind Personal Computer, bei denen die Kunden gezwungen sind, das Betriebssystem von Microsoft zu erwerben, weil es die größte Auswahl an Anwendungssoftware besitzt.
Eine weitere Marktstrategie hängt mit der Digitalisierung zusammen. Die disruptive Technologie betrifft Innovationen, die plötzlich auf den Markt kommen, aber oftmals noch nicht ausgereift sind und für Käufer zunächst kaum in Frage kommen. Erst bei ihrer Weiterentwicklung (und der Beseitigung von „Kinderkrankheiten“) können sie Marktpotenziale erschließen. Sie sind dann imstande, den Erfolg einer bereits bestehenden Technologie, eines bestehenden Produkts oder einer bestehenden Dienstleistung zu ersetzen oder diese vollständig vom Markt zu verdrängen.

## Bedeutung
Die Marktstrategie unterscheidet sich von der Marketingstrategie durch ihre mikroökonomische Ausrichtung, während die Marketingstrategie dem Marketing zuzuordnen ist. Hauptziel einer Marktstrategie ist die Gewinnung oder das Halten von Marktanteilen auch durch Kundenbindung, die den Marktzutritt schaffen oder sichern und dadurch zur Gewinnmaximierung beitragen können.